# Gymnopapuaia clavipalpis
Gymnopapuaia clavipalpis är en tvåvingeart som beskrevs av John Richard Vockeroth 1972. Gymnopapuaia clavipalpis ingår i släktet Gymnopapuaia och familjen husflugor. Inga underarter finns listade i Catalogue of Life.